# Blei (Tauchen)
Bleigewichte sind ein wichtiger Teil der Tauchausrüstung. Sie haben beim Tauchen die Aufgabe, den statischen Auftrieb des Tauchers und seiner Ausrüstung zu kompensieren. Die Menge des Bleis muss so bemessen sein, dass der Taucher im Wasser schweben und sich tarieren kann. Je nach Ausrüstung, Erfahrung des Tauchers und Gewässer (Salzwasser hat eine größere Dichte und damit mehr Auftrieb als Süßwasser) kann die Menge des benötigten Bleis bis zu zwölf Kilogramm betragen, vereinzelt auch darüber hinaus. Die Bleimenge ist dann optimal, wenn der Taucher mit leerer Tarierweste und nahezu leerer Druckflasche nur durch vollständiges Ausatmen von der Oberfläche abtauchen kann. Führt ein Taucher zu wenig Blei mit, so ist ein kontrolliertes Auftauchen nicht möglich, da am Ende des Tauchganges auch die Masse des Atemgases weitgehend fehlt. Eine zu große Bleimenge muss durch die Tarierhilfe kompensiert werden, allerdings ist der Auftrieb stark tiefenabhängig, sodass die Tarierung durch überschüssiges Blei erschwert wird.
Die Bezeichnung Blei rührt vom verwendeten Material her, dem Schwermetall Blei.

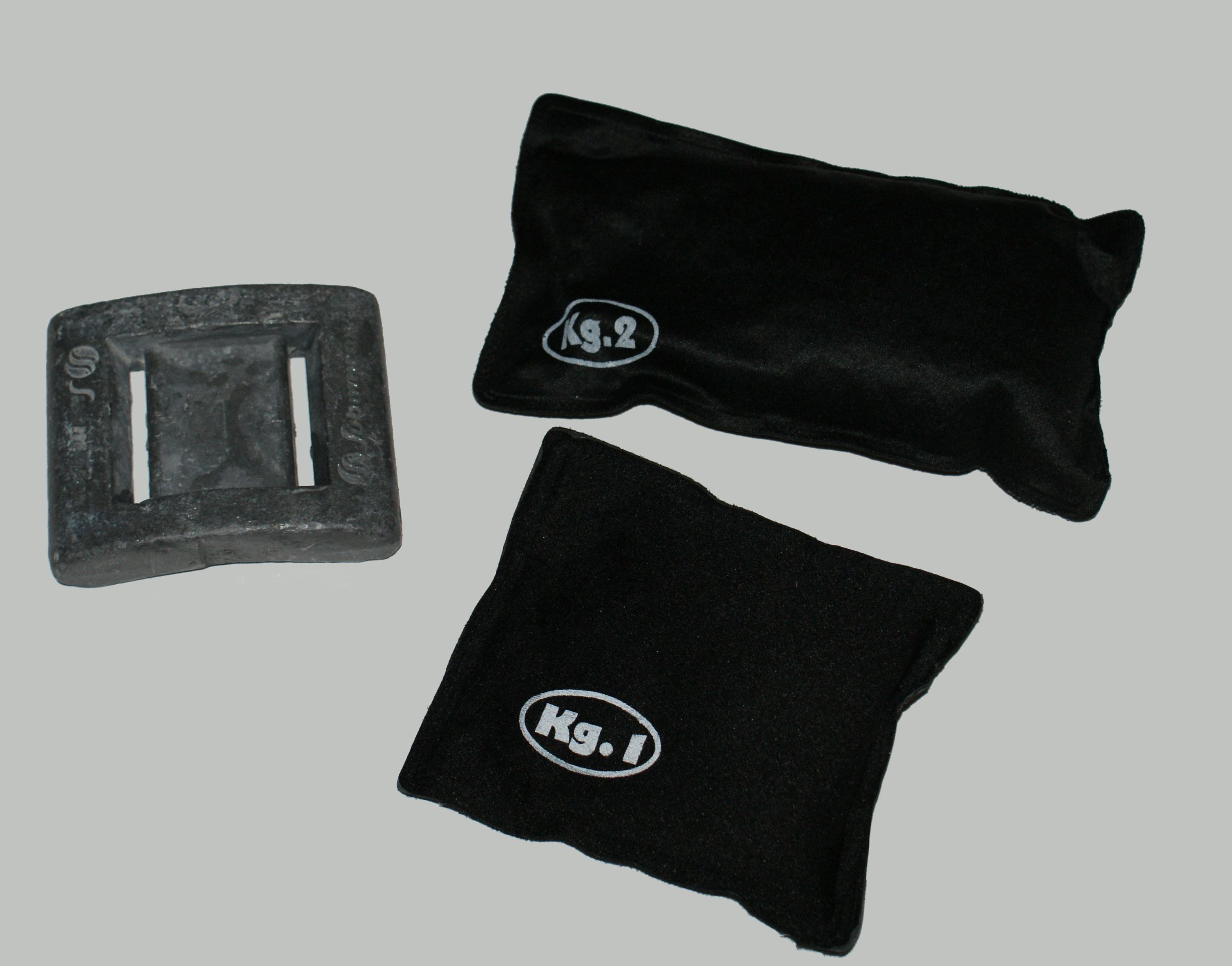
Ein Hartblei-Gewicht und zwei unterschiedliche Softblei-Kissen wie sie von Tauchern verwendet werden.

## Befestigung

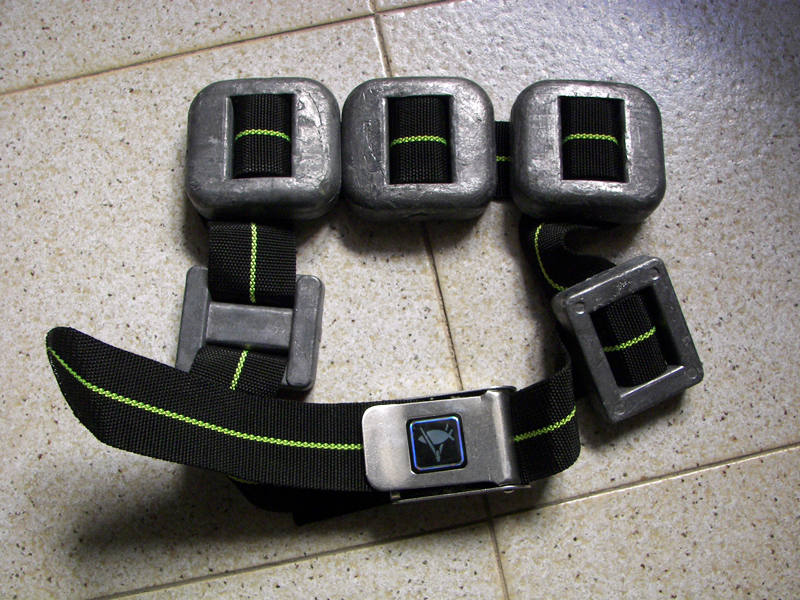
Bleigurt bestückt mit Hartblei-Gewichten.

Die Bleigewichte werden meistens an einem Bleigurt befestigt, der um die Hüfte des Tauchers getragen wird. Der Gurt ist dabei entweder aus robusten (Kunst-)Fasern oder alternativ aus stabilem Gummi (diese Bleigurte müssen nicht nachzogen werden). Alternativ zu den massiven Bleistücken gibt es Softblei, das aus Bleigranulat besteht und in Stoffbeuteln eingenäht ist. Für Softblei gibt es spezielle Gurte mit Taschen. Softblei lässt sich bequemer tragen als die harten und kantigen massiven Bleigewichte.
Der Bleigurt wird mit einer Schnalle verschlossen, die sich auch während des Tauchgangs nachspannen lässt und die eine Schnellabwurfvorrichtung hat. Damit ist es im Notfall möglich, mit einem Handgriff die Schnalle zu öffnen, um den Bleigurt abzuwerfen und einen Notaufstieg durchzuführen.
Alternativ zum Bleigurt gibt es Tarierwesten mit integrierten Bleitaschen. Der Vorteil ist, dass der Taucher nicht mehr von einem Gurt eingeengt wird. Außerdem wird hierdurch die Wirbelsäule entlastet, da nicht wie beim Bleigurt die Hüfte nach unten und der Oberkörper durch den Anzug nach oben gezogen wird. Durch zusätzliche Taschen kann mit Hilfe von Trimmblei die Anordnung und Lage des Bleis für den Abtrieb optimal positioniert werden. Die Bleitaschen an den Tarierwesten sind ebenfalls mit einer Schnellabwurfvorrichtung ausgestattet. Nachteil integrierter Bleitaschen ist, dass man die Tarierweste unter Wasser nicht mehr gefahrlos ablegen kann. Mit der Weste würde den Abtrieb durch die Bleitaschen verlieren und würde unkontrollierbar aufschwimmen. Allerdings ist das Ablegen der Tarierweste in sehr wenigen Fällen nötig, etwa um sich durch Engstellen in Grotten oder Wracks zu zwängen.
Neben abwerfbaren Bleitaschen und Gurten existieren auch Systeme ohne Abwurfmöglichkeit. Dabei wird das Blei z. B. zusammen mit den Flaschen fest verschraubt auf dem Rücken getragen. Solche Systeme finden insbesondere im technischen Tauchen Anwendung, wo eine schnelle Rückkehr an die Oberfläche, z. B. aufgrund der Dekompressionspflicht ohnehin nicht möglich wäre bzw. fatale Folgen hätte.

## Fußblei
Fußblei wird am Fuß des Tauchers befestigt. Eingesetzt wird es vor allem dann wenn Taucher Trockentauchanzüge verwenden,
da sich die Luft im Fußraum des Trockentauchanzugs staut und dort Auftrieb erzeugt.

## Sonstiges
Blei wird wegen seiner hohen Dichte (11,3 g/cm³) und seines geringen Preises verwendet. Ausgehend von den Weltmarktpreisen für Metalle vom Juli 2013, hat Blei ein hervorragendes Preis-Gewichts-Verhältnis. Auch lässt es sich leicht in jede beliebige Form gießen. Blei ist dabei das wirtschaftlichste Material, um Gewichte herzustellen.
Gefahren
Das Schwermetall Blei ist giftig. Insbesondere die Dämpfe beim Verarbeiten des Bleis werden leicht und rasch vom Körper aufgenommen, können zu einer Bleivergiftung führen (vgl. auch die Gesundheitsgefahr beim Bleigießen).
Beim Hantieren mit Bleigewichten oder beim Auffädeln auf den Bleigurt könnte es theoretisch zum Abrieb kommen. Kleinste Mengen Blei könnten verschluckt werden, wenn unmittelbar danach mit ungereinigten Händen gegessen wird. Doch gibt es „in der gesamten medizinischen Literatur nicht einen einzigen beschriebenen Fall“. Taucher sind insgesamt „mit an Sicherheit grenzender Wahrscheinlichkeit kaum bis gar nicht gefährdet“. Taucher, die ihr persönliches Risiko dennoch reduzieren möchten, können lackierte oder mit Kunststoff überzogene Bleistücke verwenden.